# Peu Sousa
Pedro Sérgio dos Santos Maia de Sousa (22 de julio de 1977 - 5 de mayo de 2013), conocido simplemente como Peu Sousa, fue un guitarrista, compositor y productor discográfico brasileño mejor conocido por su trabajo con la cantante Pitty.

## Carrera
Nació en Salvador, Bahía y era hijastro de Luiz Galvão, miembro de Novos Baianos. A los once años, recibió su primera guitarra y formó una banda llamada Tritomia, con la que incluso llegó a actuar. A los 14, realizó su primera grabación de estudio, participando con la banda de pop rock Cravo Negro, de Salvador. Comenzó su carrera formalmente en 1995 con la banda Dois Sapos e Meio, que duró hasta 1999, y posteriormente actuó en vivo durante las presentaciones de Carlinhos Brown y su padrastro. En 2003, la cantante Pitty lo invitó a formar parte de su banda en vivo; permaneciendo un año, durante el cual fue el guitarrista de su álbum debut, Admirável Chip Novo, y coescribió el tema "Déjà-Vu", de su álbum de 2005, Anacrônico. Tras dejar la banda, fue invitado a tocar con DeFalla y Marcelo D2.
En 2005 formó la banda Trêmula, nominada a los premios MTV Video Music Brasil. Su último proyecto musical fue el efímero grupo Nove Mil Anjos, junto a Junior Lima, Champignon y Perí Carpigiani.

## Suicidio
Sousa sufrió de depresión durante sus últimos años. El 5 de mayo de 2013, él y su esposa Mónica Ferrari tuvieron una fuerte pelea, tras la cual ella abandonó su hogar en Itapoã junto con sus dos hijos. Al regresar, encontró a Sousa colgado del techo de su habitación con un cinturón alrededor del cuello. La policía dictaminó que su muerte fue un suicidio. Sin embargo, el hermano de Sousa, Lahiri Galvão, afirmó en una entrevista que le parecía "muy improbable" que Peu se suicidara solo por la discusión que había tenido con su esposa, mientras que su excompañero de la banda Nove Mil Anjos, Champignon (quién también se suicidó cuatro meses después), declaró que "durante un tiempo, Peu perdió la fe en la vida".  Posteriormente, Junior Lima y Pitty hicieron declaraciones sobre el fallecimiento del guitarrista y ofrecieron sus condolencias. Está enterrado en el Cementerio Bosque de la Paz, en el barrio de Nova Brasília, en Salvador.

## Discografía
- Step Beck (Dos ranas y media)
- Bombardeo (Dos ranas y media)
- Dos ranas y media

### Recopilación
- Umdabahia (Dos ranas y media)
- Colección Bahía Rock (Dos Ranas y Media)
- Banana 2 (Dos ranas y media)

### EP
- Dos ranas y media, gracias Vázquez
- Dígame, jefe.
- Irreversible

### Álbumes de estudio
- Carlinhos Brown , Omelete Man (tema "Crazy Dog", con Two and a Half Frogs)
- Rebeca Matta, Las chicas buenas van al cielo, las chicas malas van a cualquier parte
- Galvão, con la palabra
- Pitty, Admirable Nuevo Chip
- Temblores, salvajes en busca de la ley
- Medulla, El fin de la tregua
- Nueve mil ángeles , 9MA

### Composición y colaboración musical
- Nueve mil ángeles (Las 12 canciones del álbum en colaboración con los miembros de la banda)
- "On Your Side" (Luizão Pereira y Peu Sousa), que fue grabado por el Proyecto Two In One
- "Amores Cruzados" (Peu Sousa), que fue grabada por el dúo K-Sis, en el disco Amores Cruzados y formó parte de la banda sonora de la telenovela Globo
- Tremula (Peu Sousa compuso todas las canciones de la banda)
- "Suas Armas" (Pitty y Peu Sousa), que fue grabada para la banda sonora de la película Meu Tio Matou um Cara
- "Los Medios" (Galvão, Peu Sousa y Pepeu Gomes), que fue grabado en el disco Infinito Circular, de Novos Baianos y posteriormente de Zeca Baleiro
- Dime, jefe (Peu Sousa compuso todas las canciones de la banda)
- Two and a Half Frogs (Peu Sousa compuso la gran mayoría de las canciones de la banda)
- "Equalize" (Pitty y Peu Sousa), que fue grabado para el disco Admirável Chip Novo (2003)
- Deja vú (Pitty y Peu Sousa), que fue grabado para el disco Anacrônico (2005)
- Por el Gran Amor (Peu Sousa), que fue grabada por Pitty para el álbum Matriz (2019)

### Vídeo musical
- Llueve ahora, con nueve mil ángeles.
- Salvajes en busca de la ley, con trémula
- Grife, con Tremula
- La semana que viene, con Pitty
- Techo de cristal, con Pitty
- Máscara, con Pitty
- Actuación en directo en VMB, MTV
- Nueve mil ángeles - Single Rain Now (2008)
- Pitty - Máscara Sencilla (2003)